# Carl Erik Læstadius
Carl Eric Læstadius, född 30 juli 1775 vid Nasafjälls silververk i Arjeplogs socken, död 7 juli 1817 i Kvikkjokk, Jokkmokks socken, var en svensk präst. Han var halvbror till Lars Levi Læstadius och Petrus Læstadius.
Carl Eric Læstadius var son till bergsfogden Carl Læstadius. Han var elev vid Piteå trivialskola 1785-1791 och studerade därefter vid Härnösands gymnasium. Hans far hade vid denna tid dålig ekonomi Læstadius levde under mycket enkla förhållanden, genom lärarkårens ingripande tilldelades han dock ett stipendium som var avsett för samer som studerade vid gymnasiet och kunde därigenom fullfölja sina studier. Han fick därefter 1795 ett stipendium som gav honom möjlighet att studera vid Uppsala universitet. 1796 återvände han till Arjeplog där han passade på att studera samiska och arbetade en tid som informator vid prästgården i Överkalix, innan han vårterminen 1798 återvände till Uppsala. På sommaren samma år erhöll han en välavlönad tjänst som informator åt David von Schulzenheim den yngre på Grönso, där han stannade till 1802. Læstadius blev 1803 filosofie kandidat senare samma år filosofie magister och prästvigdes på hösten. Læstadius hade själv till skillnad från många samtida själv författat de avhandlingar han lade fram. Han blev 1806 komminister i Kvikkjokks församling. Han hade samma år av Daniel Boëthius erbjudits en docentur i filosofi men avböjt, dels av släkttraditionen och dels för att kunna ta hand om sin sjuklige far.
Læstadius hade i ungdomen samlat växter och då Göran Wahlenberg i samband med sin tredje lapplandsresa 1807 besökte Kvikkjokk väcktes hans intresse åter till liv. Han kom genom Wahlenberg i kontakt med Samuel Niclas Casström och Olof Swartz som försåg honom med litteratur och uppmanade honom att samla fjällväxter. Under sina sista år erhöll han en pension från Kungliga Vetenskapsakademien för att göra meteorologiska observationer. 1815 avlade han pastoralexamen vid Härnösands gymnasium, föreslogs som prost i Piteå men kom aldrig att utnämnas. Från 1808 bodde fadern, styvmodern och halvbröderna Lars Levi och Petrus hos Carl Erik Læstadius som sörjde för att bröderna fick utbildning.